# Enišasi

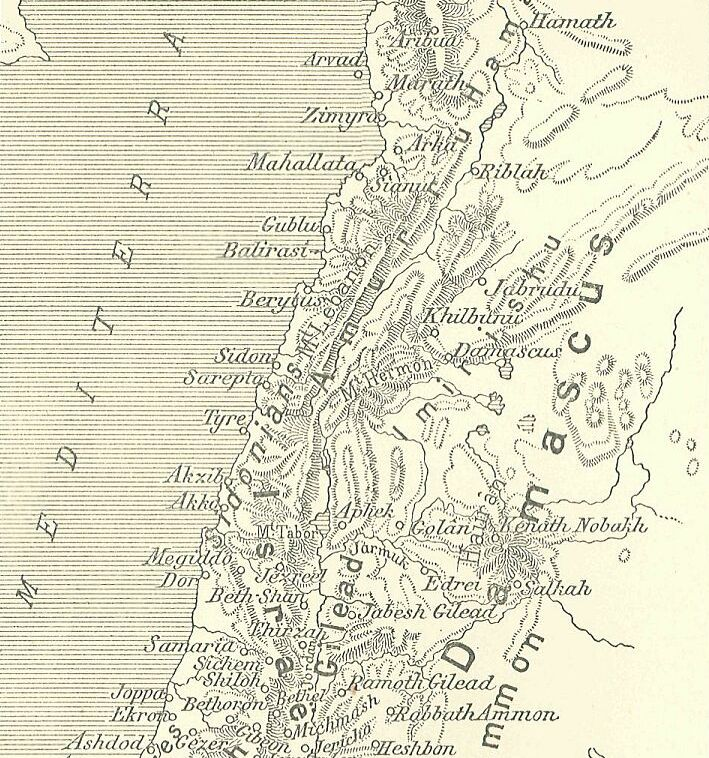
Città di Aram

Enišasi era una città o città-Stato sita nella valle della Beqa'-(chiamata Amqu o Amka) dell'attuale Libano, nel periodo 1350-1335 a.C. riferentesi alle cosiddette lettere di Amarna (in realtà tavolette di argilla). Nelle 382–lettere, Enišasi è citata soltanto in due lettere. La città era ubicata vicino Hašabu, (detta Hašbe), e Hasi, (detta Hizzin?), a sud-ovest di Baalbek.
Due 'governatori', o regnanti di Enišasi furono Šatiya e Abdi-Riša, entrambi i quali inviarono una lettera al faraone d'Egitto, la EA 187- (intitolata: Una figlia inviata al Faraone), ed EA 363- (intitolata: Un rapporto su Amqu–(4)). (EA sta per 'el Amarna'.)